# Мирненский сельсовет (Курский район)
Мирненский сельсовет — упразднённое муниципальное образование в составе Курского района Ставропольского края России.
Административный центр — посёлок Мирный

## География
Сельское поселение находится на северо-востоке Курского района, на западной окраине Ногайской степи.

## История
С 16 марта 2020 года, в соответствии с Законом Ставропольского края от 31 января 2020 г. № 9-кз, все муниципальные образования Курского муниципального района были преобразованы путём их объединения в единое муниципальное образование Курский муниципальный округ.

## Население
| 1989  | 2002  | 2010  | 2011  | 2012  | 2013  | 2014  |
| ----- | ----- | ----- | ----- | ----- | ----- | ----- |
| 2542  | ↗2884 | ↘2745 | ↘2744 | ↘2721 | ↘2701 | ↘2696 |
| 2015  | 2016  | 2017  | 2018  | 2019  | 2020  |       |
| ↗2766 | ↗2799 | ↗2843 | ↗2854 | ↗2865 | ↗2870 |       |

### Национальный состав
Согласно итогам Всероссийской переписи населения 2010 года:
| № | Национальность | Численность, чел. | Доля   |
| - | -------------- | ----------------- | ------ |
| 1 | даргинцы       | 906               | 33,0 % |
| 2 | чеченцы        | 813               | 29,6 % |
| 3 | русские        | 486               | 17,7 % |
| 4 | аварцы         | 292               | 10,6 % |
| 5 | ногайцы        | 104               | 3,8 %  |
| 6 | кумыки         | 42                | 1,5 %  |
| 7 | другие         | 102               | 3,7 %  |

## Населённые пункты
На территории сельского поселения находятся 3 населённых пункта:
1. посёлок Мирный
2. хутор Берёзкин
3. посёлок Бурунный